# Pritha poonaensis
Pritha poonaensis är en spindelart som först beskrevs av Benoy Krishna Tikader 1963.  Pritha poonaensis ingår i släktet Pritha och familjen Filistatidae. Inga underarter finns listade i Catalogue of Life.